# La hierba roja
La hierba roja es una novela del escritor francés Boris Vian publicada por primera vez en 1950. Por su estilo y temática, se ubica dentro del movimiento conocido como patafísica, cuyo exponente más renombrado es Alfred Jarry, vinculado estrechamente con la corriente surrealista de mitad del siglo XX.

## Sinopsis
La novela transcurre en un predio llamado el Cuadrado, un prado cubierto de hierba roja. El ingeniero Wolf junto a su ayudante, el mecánico Saphir Lazuli, han construido una Máquina que, trasladando a Wolf a distintos momentos de su pasado, le permitiría borrar sus recuerdos. 

El traslado al pasado no el equivalente al que se relata en La máquina del tiempo, sino que es un viaje a la revisión de la propia historia de Wolf, lo que transforma a la Máquina en una especie de instrumento de psicoanálisis para la revisión de sus memorias.
La historia está atravesada por las obsesiones de los dos hombres: la memoria y el pasado en el caso de Wolf y un extraño alter ego que impide a Lazuli el acercamiento completo a Folavril. Estas obsesiones llevarán a los dos hombres a un desenlace trágico, mientras ambas mujeres permanecerán relativamente indemnes, fortalecidas por su amistad.
La novela presenta rasgos introspectivos y —de modo metafórico—, autobiográficos. Vian, como el protagonista principal, era ingeniero y aproximadamente en el tiempo de creación de la novela atravesaba la etapa final de su matrimonio, luego de un largo período de dificultades y distanciamientos originados en la relación de su esposa con Jean Paul Sartre.

## Personajes principales
- Wolf, ingeniero que intenta borrar sus recuerdos
- Lil, esposa de Wolf
- Saphir Lazuli, mecánico asistente de Wolf
- Folavril, mantiene un vínculo amoroso con Saphir Lazuli
- Senador Dupont, el viejo perro de Wolf, pleno de características humanas, incluso el lenguaje